# Карлес Рексач
Ка́рлес Рексач Серда́ (на испански: Carles Rexach i Cerdà, правилно произношение: Карлос Решак), наричан още Чарли Рексач е испански футболист и треньор, играл като полузащитник.
Роден е на 13 януари 1947 г. в Педралбес, Барселона, Испания. По-голямата част от кариерата му протича в отбора на „Барселона“ към който се присъединява когато е едва 12-годишен и защитава цветовете на клуба в продължение на цели 22 години. След края на състезателната си кариера през 1981 г. продължава да работи в клуба като скаут, треньор и мениджър. От 2001 г. изпълнява административни функции.
В края на 80-те и началото на 90-те години на 20. век като асистент на Йохан Кройф е част от „Дрийм тийма“ на Барса.
Името му е записано в залата на славата на „Барселона“ като една от легендите на клуба.

## Състезателна кариера
Като състезател си партнира в полузащитната линия с Йохан Кройф с който през сезон 1973/74 и под ръководството на легендарния треньор Ринус Михелс носят първата титла за клуба след 14-годишно прекъсване. Голмайстор е на Ла Лига за сезон 1970/71, като отбелязва 17 гола в 29 мача.
След нулево равенство в турнира за Купата на европейските шампиони през сезон 1974-75 срещу Фейенорд, носи победата в реванша като отбелязва хеттрик за крайното 3:0.
Във финалната среща от турнира за Купата на краля) през сезон 1977/78 бележи два гола срещу „Лас Палмас“ за победата с 3:1. Играе и финал за КНК през 1978-79 срещу Фортуна Дюселдорф в продълженията на който отбелязва един от головете за победата с 4:3.
На 1 септември 1981 г. слага край на своята състезателна кариера в бенефисен мач на Камп Ноу между отборите на „Барселона“ и Аржентина.

## Национален отбор
Дебютът му за националния отбор е на 23 април 1969 г. срещу Швейцария, игран във Валенсия и завършил 1:0. Участва на Мондиал 78, за „Ла Фурия“ записва 15 мача и отбелязва 2 гола.

## Треньорска кариера
След края на активната си кариера Чарли Рексач влиза в треньорския щаб на Барселона Атлетик. През сезон 1987-88 е асистент на Луис Арагонес в Барселона, а след уволнението на Арагонес води отбора в последните няколко кръга. През следващия сезон за треньор е назначен Йохан Кройф, а Рексач е негов асистент в „Дрийм тийма“ на Барса с който доминират в испанския и европейски футбол като печелят четири поредни шампионски титли в Примера дивисион (1990–91, 1991–92, 1992–93, 1993–94), една Купа на Краля (1989–90), три Суперкупи на Испания (1991, 1992, 1994) и по една Купа на носителите на купи 1988/89, Купа на европейските шампиони 1991/92 и Суперкупа на УЕФА за 1992 г.
След напускането на Кройф през 1996 г. Рексач е назначен за негов заместник. Когато начело на отбора застава Боби Робсън Чарли Рексач става скаут в клуба и е с основен принос за откриването на таланта Лионел Меси.

## Успехи
Като състезател
 Барселона
- Купа на носителите на купи (1): 1978-79
- Купа на панаирните градове (2): 1965-66
- Примера дивисион (1): 1973–74
- Купа на краля (4): 1967–68, 1970–71, 1977–78, 1980–81

Индивидуални
- Трофей Пичичи - 1970–71

Като треньор
- Примера дивисион (1): 1990–91